# Sixten Schmidt

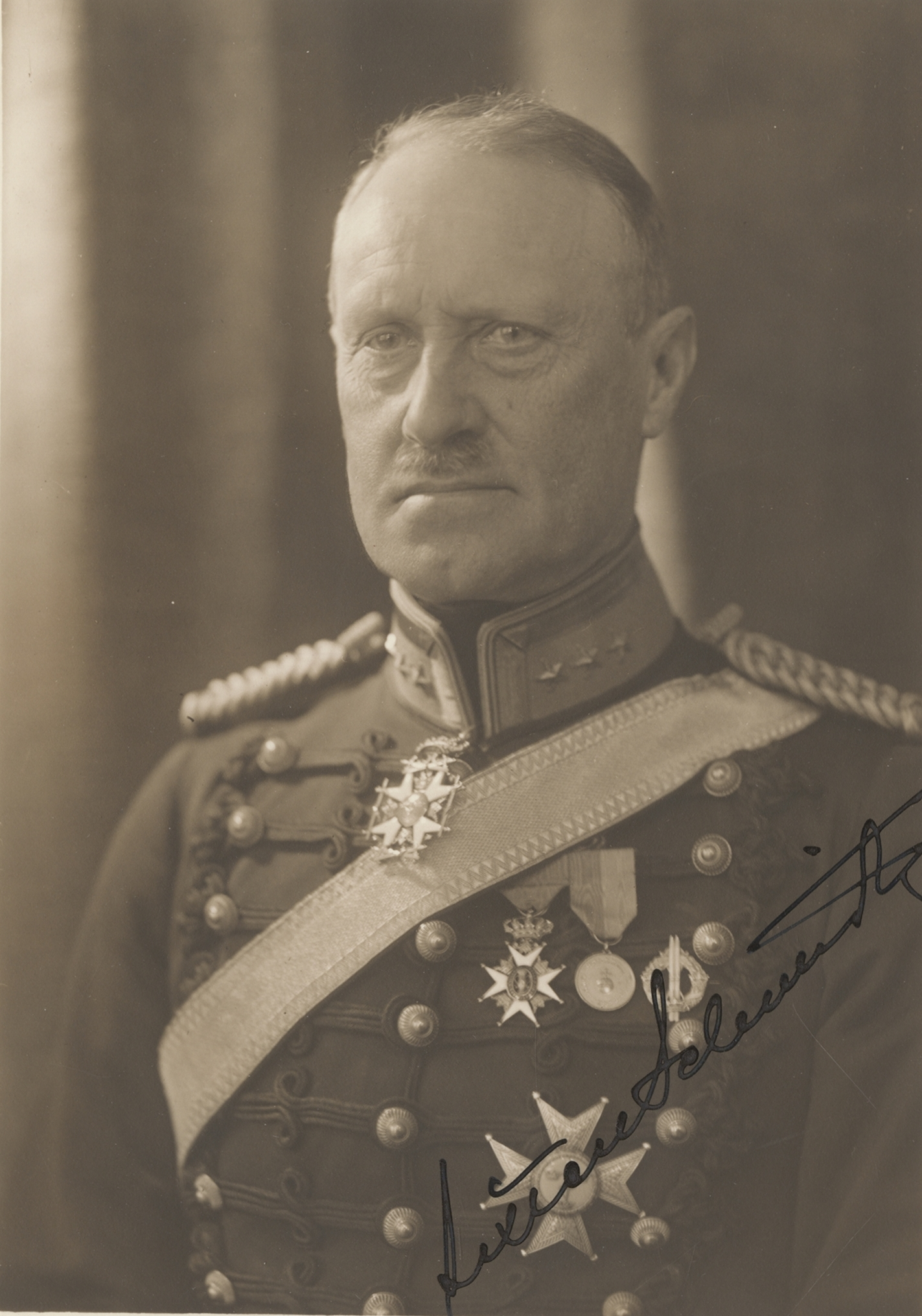
Sixten Schmidt.

Sixten Elof Schmidt, född den 21 februari 1870 i Longs socken, Skaraborgs län, död den 26 november 1954 i Stockholm, var en svensk militär. Han var bror till Tell och Peter Schmidt samt far till Carl Schmidt.
Schmidt blev underlöjtnant vid Västgöta-Dals regemente 1890, fick transport till Andra Svea artilleriregemente 1894 och blev kapten 1903. Han var artilleristabsofficer 1899–1903, lärare vid krigsskolan 1903–1907 och chef för artilleri- och ingenjörshögskolan 1911–1915. Scmidt blev major i armén 1911, överstelöjtnant i armén 1915, vid Norrlands artilleriregemente 1915, överste i armén 1918, överste och chef för Boden-Karlsborgs artilleriregemente och artilleribefälhavare i Boden 1918, var chef för Bodens artilleriregemente 1919–1922 och för Göta artilleriregemente 1922–1930. Han utgav militära läroböcker. Schmidt invaldes som ledamot av Krigsvetenskapsakademien 1911. Han blev riddare av Svärdsorden 1911 och av Vasaorden 1914 samt kommendör av andra klassen av Svärdsorden 1921 och kommendör av första klassen 1924. Schmidt vilar på Sankta Birgittas griftegård i Borås.